# Ray R. Scoville
Ray Rawlinson Scoville (* 6. Februar 1905 in Odgen, Utah; † 7. Januar 1990 in La Cañada Flintridge, Los Angeles) war ein US-amerikanischer Erfinder und Tontechniker, der 1952/1953 mit einem Technik-Oscar ausgezeichnet wurde.
Scoville arbeitete an verschiedenen Verfahren zur Verbesserung von Tonfilm-Aufzeichnungssystemen. Bereits 1932 wurde ein entsprechendes Patent gemeinsam mit John G. Frayne eingereicht. Für seine Arbeit erhielt er mehrere Auszeichnungen, so 1944 gemeinsam mit William L. Bell den S.M.P.E. Journal Award für ihre Arbeiten an den Bell Telephone Laboratories zur Reduzierung von Hintergrundgeräuschen im Tonfilm. Scoville wurde bei den 25. Academy Awards in der Kategorie „Wissenschaftlicher oder technischer Preis (Klasse III)“ mit einem Oscar für technische Verdienste ausgezeichnet. Anne Baxter überreichte ihm und John G. Frayne diese Auszeichnung für ein gemeinsam entwickeltes Verfahren zur Messung von Verzerrungen bei der Tonwiedergabe. Die Westrex Corporation, für die beide arbeiteten, wurde ebenfalls ausgezeichnet.
Scoville war mit Merle Moffat von 1937 bis zu ihrem Tod 1967 verheiratet, daraufhin von 1968 bis zu ihrem Tod 1978 mit Elyda Wiggins.